# Robert Tesse
Robert Tesse était, et reste, le seul pêcheur français triple champion du monde individuel de sa spécialité (une épreuve créée en 1954, où l'Anglais Alan Scotthorne détient le record de cinq couronnes à son palmarès, son épouse ayant obtenu aussi le titre féminin en 2002), licencié à la Fédération française de pêche sportive au coup et habitant l'Île-de-France.
Il a participé en 1959 à l'un des six doublés (1959, 1964, 1966, 1978, 1979, et 1995) obtenus en tout par l'équipe de France en mondial (les français ayant eu gain finalement de 11 titres de champions du monde individuels, et de 14 autres titres par équipes, durant les 58 ans d'existence de l'épreuve (1954-2012)) (l'Italie a également réussi six doublés, l'Angleterre cinq, et la Belgique quatre).
En 1964 à Isola Pescaroli, il participe aussi à l'obtention des quatre médailles de la France (triplé en individuel, et or par équipes). Seule l'Italie à Belgrade en 1957 et l'Angleterre en 2008 à Spinadesco ont fait aussi bien. 
Plus jeune, il fut également champion de France de lancer du poids.
Il est le concepteur d'une amorce renommée, à base de fouillis : la « Tesse ». 
Un challenge porte désormais son nom dans le Val-de-Marne.
Son épouse a été championne de France en 1967, et finaliste de l'épreuve du Grand National en 1962 (à sa 1re édition).

## Palmarès
- Champion du monde de pêche sportive au coup en eau douce individuel en 1959 (Neuchâtel);
- Champion du monde de pêche sportive au coup en eau douce individuel en 1960 (Gdańsk);
- Champion du monde de pêche sportive au coup en eau douce individuel en 1965 (Galați);
- Vice-champion du monde de pêche sportive au coup en eau douce individuel en 1963 (Wormeldange);
- 3e des championnats du monde de pêche sportive au coup en eau douce individuel en 1956 (Paris), 1961 (Mersebourg), 1964 (Isola Pescaroli), et 1972 (Prague);
- Sextuple champion du monde de pêche sportive au coup en eau douce par équipes en 1959 (Neuchâtel), 1963 (Wormeldange), 1964 (Isola Pescaroli), 1966 (Marthan Ferry), 1968 (Fermoy), et 1972 (Prague);
- Quadruple vice-champion du monde de pêche sportive au coup en eau douce par équipes en 1958 (Huy), 1960 (Gdansk), 1962 (lac de Garde), et 1967 (Dunaújváros);
- 3e des championnats du monde de pêche sportive au coup en eau douce par équipes en 1957 (Belgrade), 1965 (Galati), 1969 (Bad Oldesloe), 1970 (Berg aan de Maas), et 1971 (Peschiera del Garda);
- Champion de France de pêche sportive au coup en eau douce individuel en 1967 (à Angers (Maine-et-Loire));
- Vice-champion de France de pêche sportive au coup en eau douce individuel en 1955 (à Chalon-sur-Marne) et 1972 (à Saint-Lô (Manche));
- 3e des championnats de France de pêche sportive au coup en eau douce individuel en 1963 (à Bray-sur-Seine).

(nb: Jacques Tesse fut quant à lui  vice-champion du monde individuel en 1975, à Bydgoscz,  champion de France individuel en 1965, à Sablé-sur-Sarthe (Sarthe) et 1970, à Angers (Maine-et-Loire),  vice-champion de France en 1975, à Chalon-sur-Saône (Saône-et-Loire),  3e des championnats de France individuel en 1967, à Angers, 2e du Grand National en 1971 et 1972, 3e du Grand National en 1964,  champion de France de 2e division en 1979, et  3e du championnat de France de 2e division en 1978)